# Белоспинный альбатрос
Белоспи́нный альбатро́с (лат. Phoebastria albatrus) — морская птица из семейства альбатросовых. Самая крупная морская птица России.

## Описание
Длина 84—94 см, размах крыльев 213—240 см. Взрослые птицы белые, на голове и шее жёлтый налёт, верх крыльев и хвост по краям чёрно-бурые. Клюв и ноги светлые, обычно розовые или голубоватые. Оперение молодых птиц темнее, поперёк оснований крыльев белые полоски.

## Распространение
Белоспинный альбатрос — кочующая тихоокеанская птица, ранее гнездился на вулканических островах Тихого океана — Пескадорские острова, Рюкю, Дайто, Бонин. Сегодня гнездовья белоспинных альбатросов встречаются на охраняемых островах Торисима и Сенкаку. В России гнездовья отмечены не были, однако белоспинные альбатросы появляются осенью и зимой в прибрежных водах Приморья, Сахалина, Камчатки, Командорских и Курильских островов.

## Размножение
Гнездятся на островах вулканического происхождения, с обрывистыми берегами, покрытыми травой. Половая зрелость наступает в 7—8 лет. Как и все альбатросы, белоспинный откладывает только одно яйцо. которое в течение 64 дней насиживают попеременно оба родителя. Около 5 месяцев птенец остаётся в гнезде, родители кормят его полупереваренной пищей — кальмарами, рыбой, морскими ракообразными, отходами со зверобойного и рыболовного промыслов.

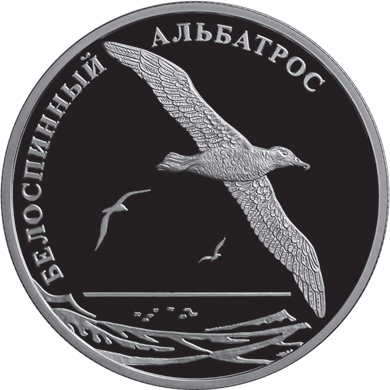
Белоспинный альбатрос. Монета Банка России — Серия: «Красная книга», серебро, 2 рубля, 2010 год

## Охранный статус
Белоспинный альбатрос считается уязвимым видом. На сегодняшний момент, предположительно, насчитывается 1734 зрелые особи. Основными причинами снижения численности белоспинного альбатроса считаются — позднее наступление половой зрелости, большая смертность птенцов от крыс и одичавших кошек, вулканическая деятельность, браконьерский отстрел птиц. Белоспинный альбатрос занесён в Красную книгу России и Японии.
В XIX веке белоспинный альбатрос был объектом промысла. В 1886 году в Японии была организована фирма, занимающаяся сбором перьев и пуха альбатросов. В течение 15 лет, до 1902 года на островах, где гнездились эти птицы, было уничтожено до 5 миллионов экземпляров. На острове Торисима белоспинный альбатрос был почти полностью истреблён в начале 30-х годах XX века, затем после перерыва птицы вновь появились там в 1950 году. С 1977 года по 1979 год на острове Торисима число отмеченных особей колебалось с 50 до 60 пар. Численность вида в сезон размножения 2018/2019 гг. оценена в 7365 особей.